# 彼得羅巴甫利夫斯凱 (鮑里斯皮爾區)
50°19′21″N 30°49′34″E / 50.32250°N 30.82611°E
彼得羅巴甫利夫斯凱（烏克蘭語：Петропавлівське）是位於烏克蘭北部的村莊，由基輔州鮑里斯皮爾區的佐洛奇夫市镇負責管轄。該村始建於1980年，面積1.14平方公里，海拔高度126米。2001年，人口為546人，人口密度為每平方公里479.4人。